# Dargaud
Dargaud – francuskie wydawnictwo komiksowe z siedzibą w Paryżu, założone w 1943 roku przez Georges’a Dargaud. Od 2004 roku należy do Groupe Dargaud, kontrolowanej przez Média-Participations.
Początkowo wydawnictwo specjalizowało się w powieściach dla kobiet. Publikowało także czasopismo dla pań Line i francuską wersję belgijskiego Tintin Magazine.
W 1960 roku Dargaud przejęło tygodnik komiksowy Pilote od René Goscinnego, Alberta Uderzo i Jean-Michela Charlier i zaczęło wydawać albumy komiksowe.
Do najsłynniejszych serii komiksowych wydawanych przez Dargaud należą: Lucky Luke, Blacksad, Blueberry, Kot rabina, Iznogud, Murena, XIII, Skarga Utraconych Ziem.